# Phalonidia contractana
Phalonidia contractana là một loài bướm đêm thuộc họ Tortricidae. Nó được tìm thấy ở miền nam châu Âu (bao gồm Tây Ban Nha, miền nam Pháp và Ý), Dalmatia, Macedonia, Hungary, România, Bulgaria, Hy Lạp, Ukraina, miền nam Nga (Sarepta), Urask, Thổ Nhĩ Kỳ, Kuldscha, Afghanistan, Kashmir và Liban.
Ấu trùng ăn Artemisia, Anthemis, Cichorium, Lactuca, Inula viscose và Inula graveolens.

## Hình ảnh

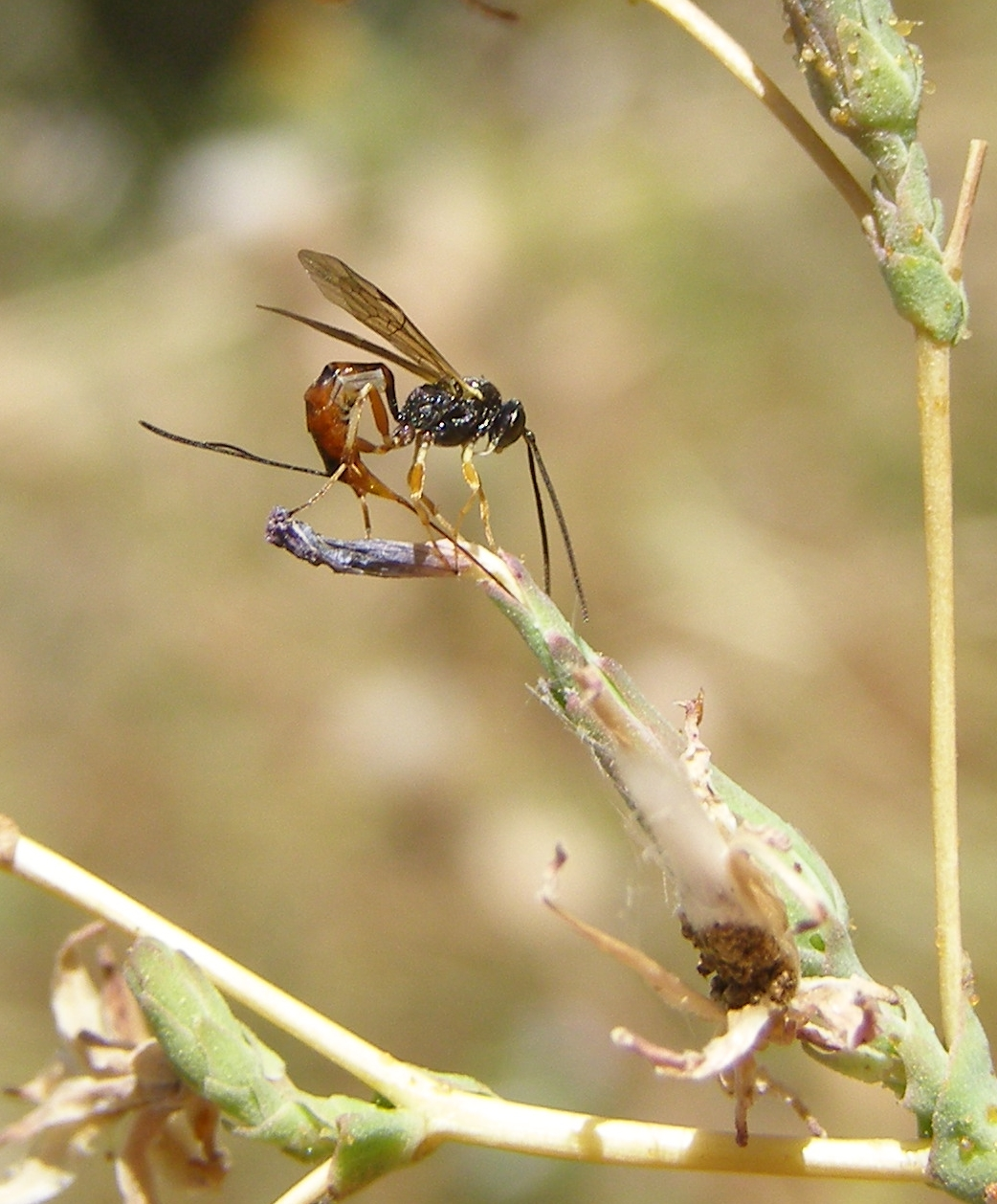
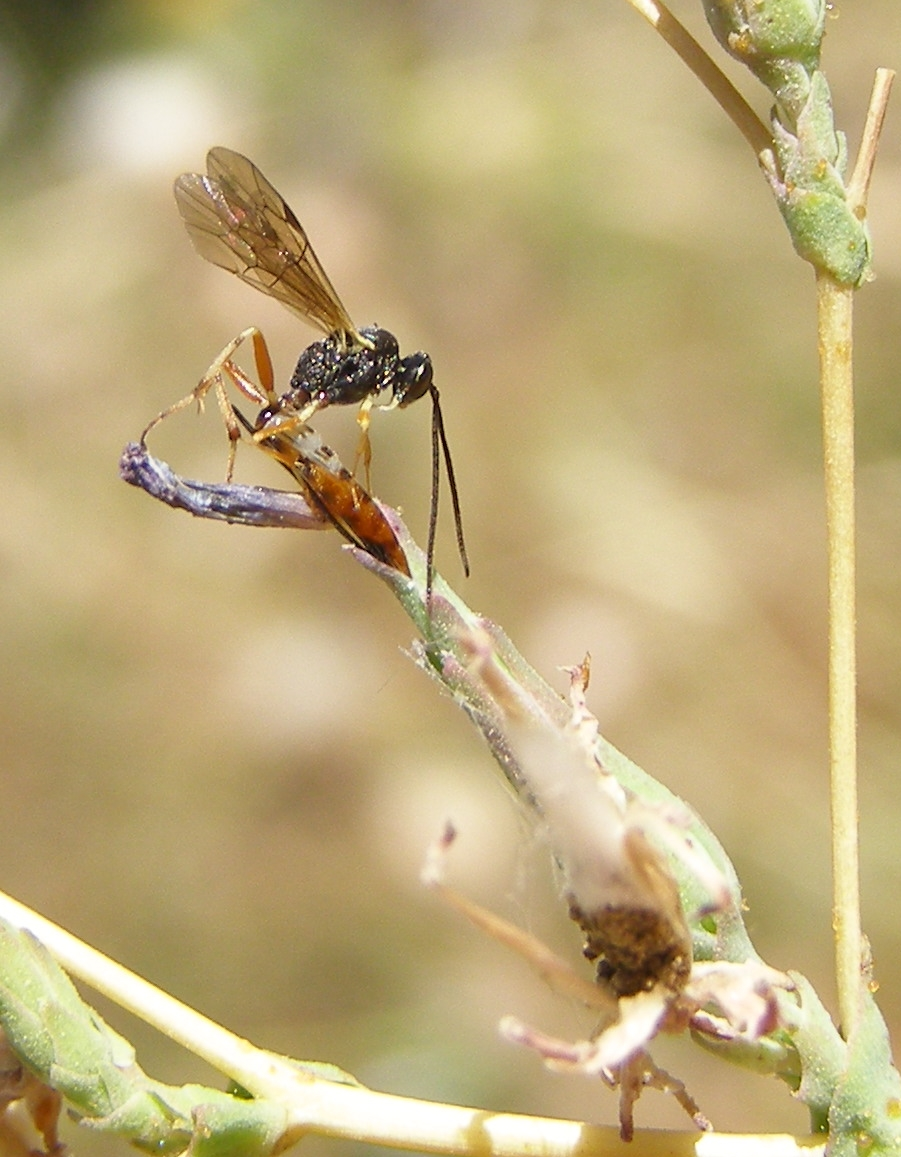